# Valtournenche
Valtournenche (arpità Votornèntse) és un municipi italià, situat a la regió de Vall d'Aosta. L'any 2007 tenia 2.211 habitants. Inclou les fraccions de Breuil-Cervinia, Cretaz, Les Perrères, Maen, Maisonnasse, Moulin i Pâquier (cap). Limita amb els municipis d'Antey-Saint-André, Ayas, Bionaz, Chamois, Torgnon i Zermatt (Valais).

## Administració
| Període   | Identitat           | Partit        |
| --------- | ------------------- | ------------- |
| 2000-2008 | Giorgio Pession     | Llista cívica |
| 2008-2015 | Domenico Chatillard | Llista cívica |
| 2015-     | Deborah Camaschella | Llista cívica |

## Esports
El 31 de maig de 1997 va acabar a Cervinia la 14a etapa del Giro d'Itàlia de 1997, amb la victòria d'Ivan Gotti.
Aquí va néixer Jean-Antoine Carrel (1829 – Agost 1891), alpinista italià i guia de muntanya.

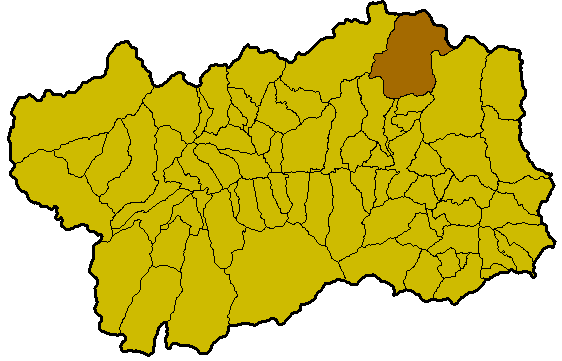
Situació de Valtournenche a la Vall